# 111-Centoundici
A 111-Centoundici Tiziano Ferro második stúdióalbuma. 2003-ban jelent meg, és az előzőnél is sikeresebb lett – 250 ezerrel többet adtak el ebből a lemezből, mint a Rosso Relativóból. A spanyol nyelvű változat, a Ciento Once még ebben az évben elkészült, és világszerte 1 millió példány fogyott belőle.
Az album legismertebb dalai: Xverso/Perverso, Sere nere/Tardes Negras; ezekből kislemezek készültek, Spanyolországban és Mexikóban a toplisták első helyére kerültek. Az albumon szerepel az Universal Prayer (magyarul: Egyetemes hívő) című dal, egy duett Jamelia brit énekesnővel.

## Számlista

### Centoundici
1. Centoundici ("Száztizenegy")
2. Xverso
3. Sere Nere
4. Ti Voglio Bene
5. In Bagno In Aereoporto
6. Non Me Lo So Spiegare ("Nem tudom elmagyarázni")
7. Mia Nonna
8. 10 Piegamenti!
9. Temple Bar
10. Giugno '84
11. Eri Come L'oro E Ora Sei Come Loro
12. Chi Non Ha Talento Insegna
13. 13 Anni
14. Xdono (bónuszdal)
15. Imbranato (bónuszdal)
16. Universal Prayer (DVD bónuszdal)

### Ciento Once
1. Ciento Once
2. Perverso
3. Tardes Negras
4. Ti Voglio Bene
5. En El Baño Al Aeropuerto
6. No Me Lo Puedo Explicar
7. Mi Abuela
8. 10 Piegamenti!
9. Temple Bar
10. Giugno '84
11. Eri Come L'oro E Ora Sei Come Loro
12. Quien No Tiene Talento Enseña
13. 13 Años
14. Perdona (bónuszdal)
15. Alucinado (bónuszdal)
16. Universal Prayer (DVD bónuszdal)

## Kislemezek

### Centoundici
(2003, olasz kiadás)
- Xverso
- Centoundici
- Sere Nere
- Non Me Lo So Spiegare
- Ti Voglio Bene
- Universal Prayer

### Ciento Once
(2003, spanyol kiadás)
- Perverso
- Tardes Negras
- No Me Lo Puedo Explicar
- Desde Mañana No Lo Se
- Universal Prayer